# 贾斯珀县 (密苏里州)
贾斯珀縣（英語：Jasper County）是位於美国密蘇里州西部的一個縣，西鄰堪薩斯州，面積1,661平方公里。根据2020年美國人口普查，共有人口12萬2,761人。縣治迦太基（Carthage），最大城市為喬普林（Joplin）。該縣成立於1841年1月29日，縣名紀念美國獨立戰爭時期的軍人威廉·賈斯珀（William Jasper）。